# Comtelburo
Le Comtelburo, appelé aussi « Commercial Telegram Bureaux », était une agence de presse spécialisée dans l'information sur la finance et les matières premières, fondée en 1869 pour diffuser les cours du blé, du café, de la laine ou du coton, ainsi que les cours sur les marchés financiers, aux États-Unis, en Amérique latine et en  Europe. En 1944, l'Agence de presse mondiale et généraliste Reuters rachète le Comtelburo, qui représentera quinze ans plus tard, en 1959, un tiers de son chiffre d'affaires.

## Histoire
Le Comtelburo a été fondé en 1869 par le journaliste John Jones dans sa ville de Liverpool, où les négociants ont appris l'existence du Stock Ticker, qui permet de relier les marchés entre eux, et qui est promu par The Exchange Telegraph Company, nouvelle agence de presse. Il produit dès 1871 un bulletin sur le marché du coton diffusé auprès des industriels et négociants du textile partout dans le monde. Dix ans, plus tard, en 1881, l'entreprise employait déjà 25 personnes et disposait de sa propre imprimerie à Liverpool, publiant plusieurs journaux à destination des industriels du textile ou de ceux qui contrôlent une compagnie maritime. Trois ans plus tard, The Exchange Telegraph Company est créée avec des buts assez proches.
Dès ses débuts, le Comtelburo a profité du fait que les graves perturbations dans l'histoire de la culture du coton provoquées par la Guerre de Sécession, avec une pénurie mondiale et une flambée des cours entraînée par la défaillance des États-Unis, premier producteur de la planète avec 65 % de l'offre, ont été très suivies en Inde, en Algérie et dans ce qui deviendra l'Ouzbékistan.
L'agence a par ailleurs bénéficié aussi des changements dans l'histoire de la culture des céréales : vers le troisième quart du XIXe siècle, les corn laws britanniques profitent aux céréales russes. Ensuite, dans le quatrième quart du XIXe siècle, ce sont les grandes plaines américaines qui concurrencent à leur tour l'Europe sur le marché mondial.
À la fin des années 1880, la société s'installe à Londres, sous sa dénomination définitive de « Commercial Telegram Bureaux », et gère un réseau d'agences télégraphiques mondial. Ne se limitant pas aux cours quotidiens, le « Comtelburo » publie chaque année un « Annual Handbook » du coton, qui fait autorité, avec des estimations statistiques et des prévisions sur les récoltes des principaux pays producteurs.
La société a compté parmi ses journalistes John Jessop, Glen Renfrew, Michael Nelson et Dennis Savage, qui tous les quatre contribueront à l'Histoire de l'Agence Reuters. Reuters a racheté en 1944 le Comtelburo, dont le bénéfice passe de 69 000 sterling en 1950 à Modèle:Formanum:143000 en 1959, année où les ventes du Comtelburo représentent à elles seules le tiers du chiffre d'affaires de Reuters.
À partir de la fin des années 1950, le Comtelburo fut dirigé par Alfred Geiringer.